# Tadeo Dulny
Tadeo Dulny (Krzczonowice, 8 de agosto de 1914-Dachau, 7 de agosto de 1942), en polaco Tadeusz Dulny fue un seminarista, mártir, murió por inanición en un campo de concentración alemán de Dachau.

## Biografía
El clérigo polaco nació en una numerosa familia (seis hombres y dos mujeres) en Krzczonowice, Polonia el 8 de agosto de 1914. Ingresó en el seminario de Wloclawek a los 21 años, después de haber terminado su educación en Ostrowiec.

### Campo de concentración y muerte
La época de estudios en el seminario transcurrió en el contexto de la Segunda Guerra Mundial. El 7 de octubre llegó la policía nazi al seminario de Wloclawek y se llevó a formadores y seminaristas. Primero son llevados a la prisión local en Wloclawek, donde permanecen por tres meses. Luego los trasladan a la ciudad de Lad, en las instalaciones de un colegio salesiano, con algunas libertades de movimiento; ahí se retoman los cursos del seminario y Tadeo lleva a término el programa del quinto año de estudios.
El 26 de agosto de 1940, maestros y seminaristas son llevados al campo de concentración de Sachsenhausen, cercano a Berlín. Después, el 15 de diciembre son trasladados a Dachau, en la alta Baviera, al primer campo de concentración nazi, creado en 1933. En 1940 fueron llevados allí más de ochocientos sacerdotes y religiosos polacos. A todos se les asignaba un número de prisionero, a Tadeo le correspondió el 22662. Un compañero del campo de deportación lo recuerda de la siguiente manera: «No era como los otros, en esas circunstancias su personalidad maduró y resaltó poco a poco que era un hombre increíblemente generoso, que moría a sí mismo».
En Dachau el clérigo Tadeo progresa: se olvida de su persona, hace de si un instrumento de alivio para los demás, evitó a otros la fatiga, los golpes, las torturas; procuró comida a quienes estaban muriendo de hambre. Un testigo cuenta: «Tadeo, un chico besado del sol. En las situaciones más oscuras, él logró recoger un rayo de la misericordia divina para dárselo a los demás». Un compañero de reclusión relata así su fin: «Murió de hambre. Asado en el crematorio». Murió el 7 de agosto de 1942, tenía 27 años.

## Beatificación
El 13 de junio de 1999, durante una de sus visitas a Polonia, el papa Juan Pablo II lo proclamó beato, como mártir, junto a otras 107 víctimas del odio a la fe entre 1930-1945.